# グランド・トランク急行

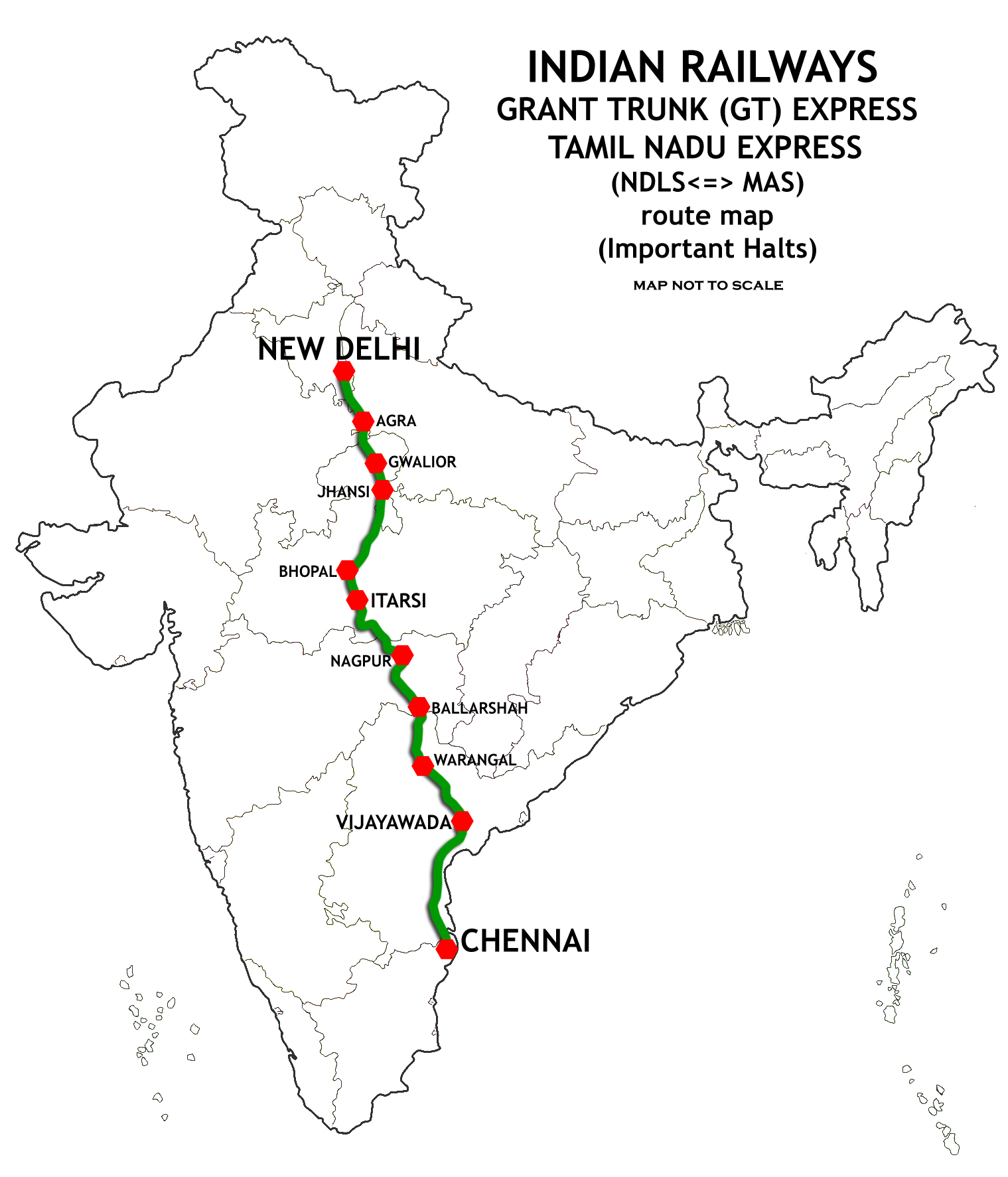
路線図

グランド・トランク急行（グランド・トランクきゅうこう、英語: Grand Trunk Express）は、インドの急行列車の1つ。イギリス植民地時代（イギリス領インド帝国時代）から営業運転を継続して行っており、インドの中でも特に長い歴史を持つ列車愛称である。

## 歴史
「グランド・トランク急行」と命名された列車が営業運転を開始したのは、イギリス領インド帝国時代の1929年4月1日であった。設定当初、この愛称はペシャーワル（現：パキスタンの都市）とバンガロール（現：ベンガルール）を結ぶ2両の客車に対して命名されており、郵便列車を含めた複数の列車に併結される形で両都市を結んでいた。所要時間は約96時間で、車内には氷を用いた冷房が備わっていた。
同年10月5日にメットゥパラヤム - デリー間に営業区間が短縮され、その後デリー - ラホール間の延伸が行われたが、1930年にニューデリー - マドラス（現：チェンナイ）間に改められた。ただしそれ以降もグランド・トランク急行はインドを南北に結ぶ重要な移動手段として人気を博し、特に1960年代後半から1970年代初頭にかけては週5日、全車両が冷房客車（Air-conditioned rake）によって運行されており、利用客から「AC/GT急行（AC/GT Express）」と呼ばれていた。また乗客だけではなく、小荷物を運ぶ荷物車も多くの顧客に利用されていた。
その後も利用率は堅調で、1980年代後半には21両編成だったものが、一時外れていた荷物車（Percel Car）の再連結に伴い22両編成となった後、更に24両編成への増結が実施されている。2024年現在も、グランド・トランク急行はニューデリー（ニューデリー駅）とチェンナイ（チェンナイ中央駅）の間を運行し続けているが、同年2月以降はチェンナイ近郊の線路工事の関係からチェンナイ側の終点が一時的にタンバラム駅に変更されている。使用車両については、2021年以降安全性や快適性が向上したLHB客車に変更されている。

## エピソード
2021年、厨房が設置された車両（Pantry Car）の中に幽霊が現れたという情報が相次ぎ、実際に目撃したと証言した乗務員からの要望を受けて同年4月以降車両の交換が実施されている。

## ギャラリー

### 2021年以前

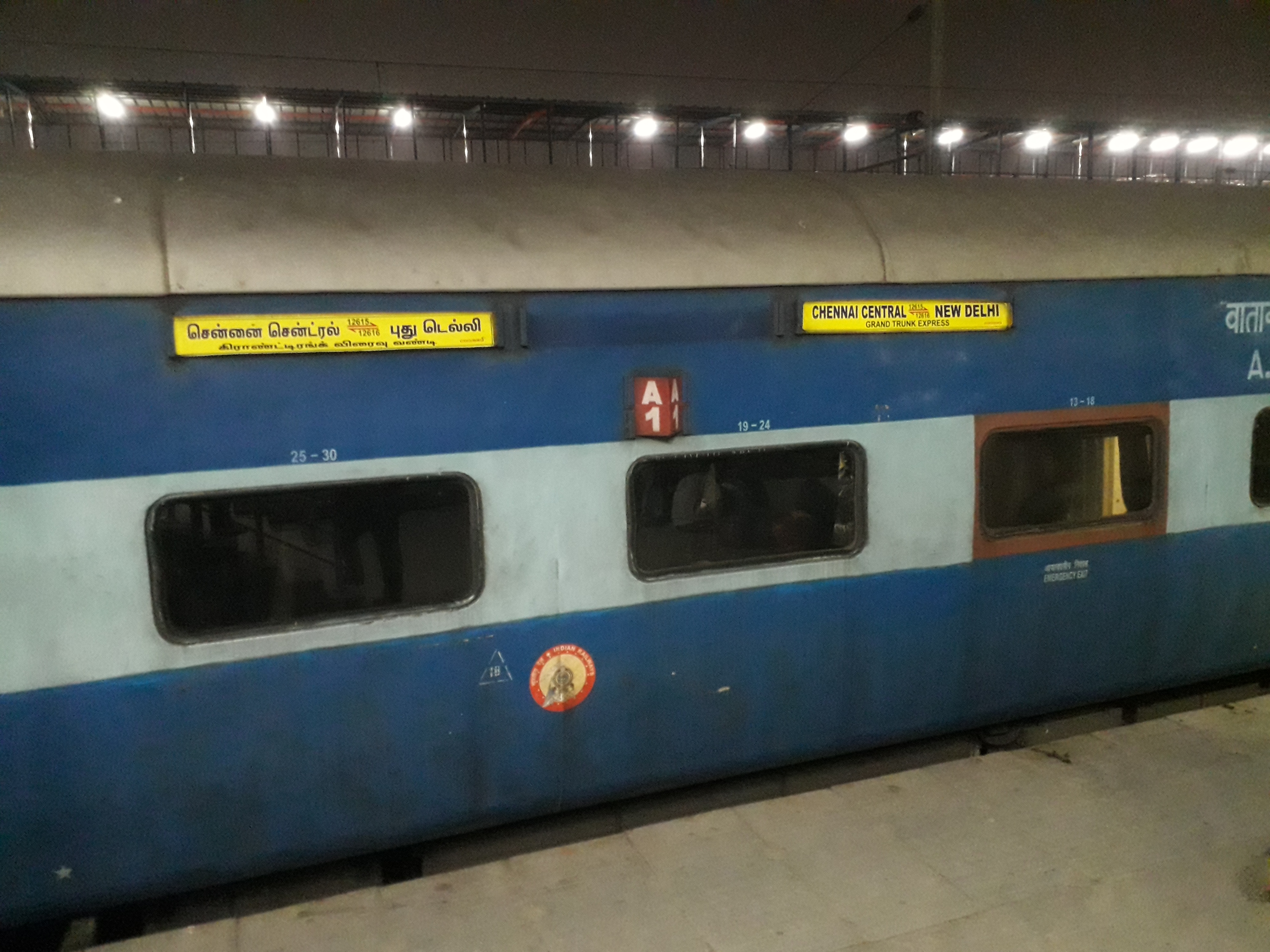
冷房付き2段寝台車（2018年撮影）
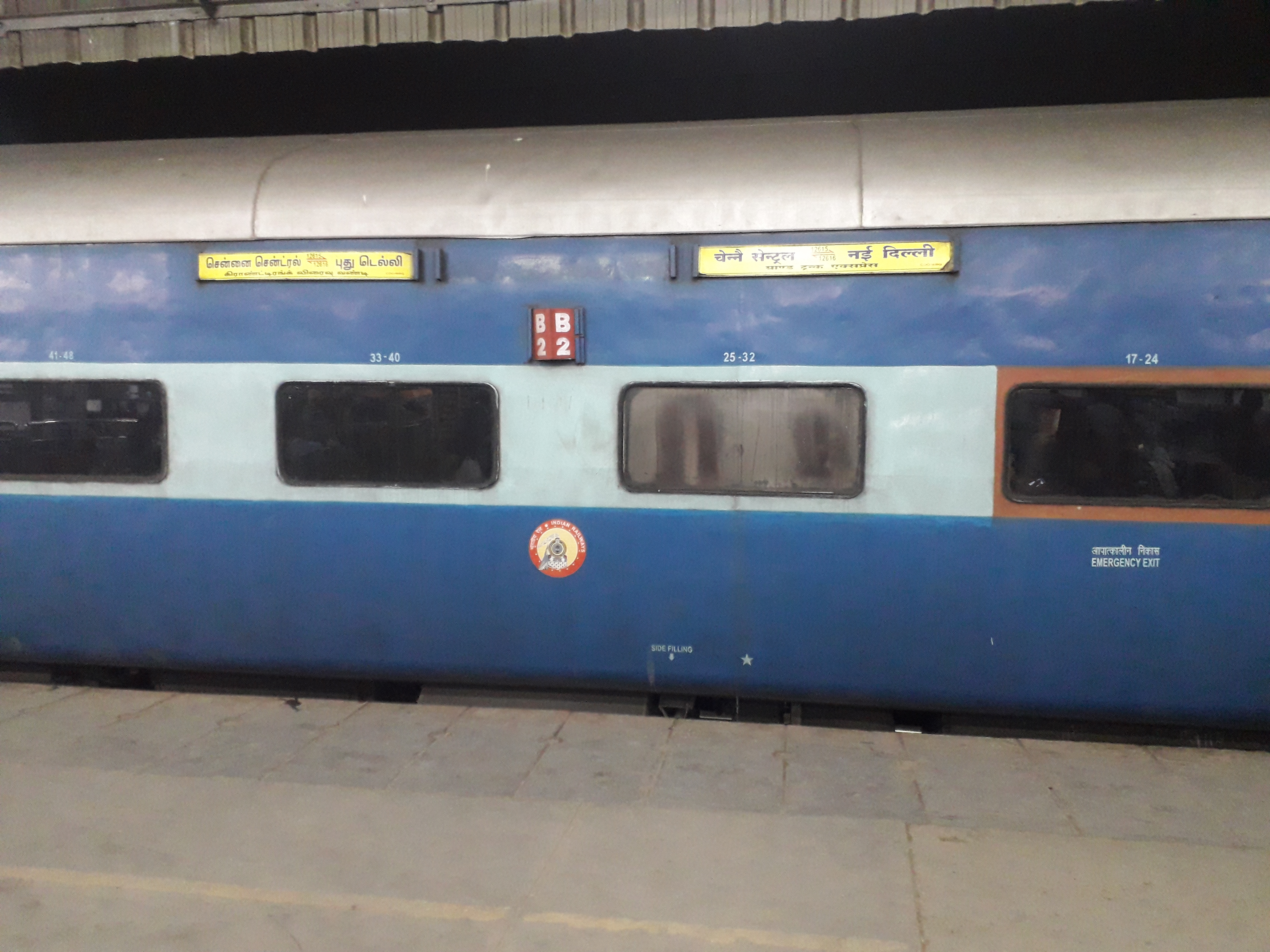
冷房付き3段寝台車（2018年撮影）
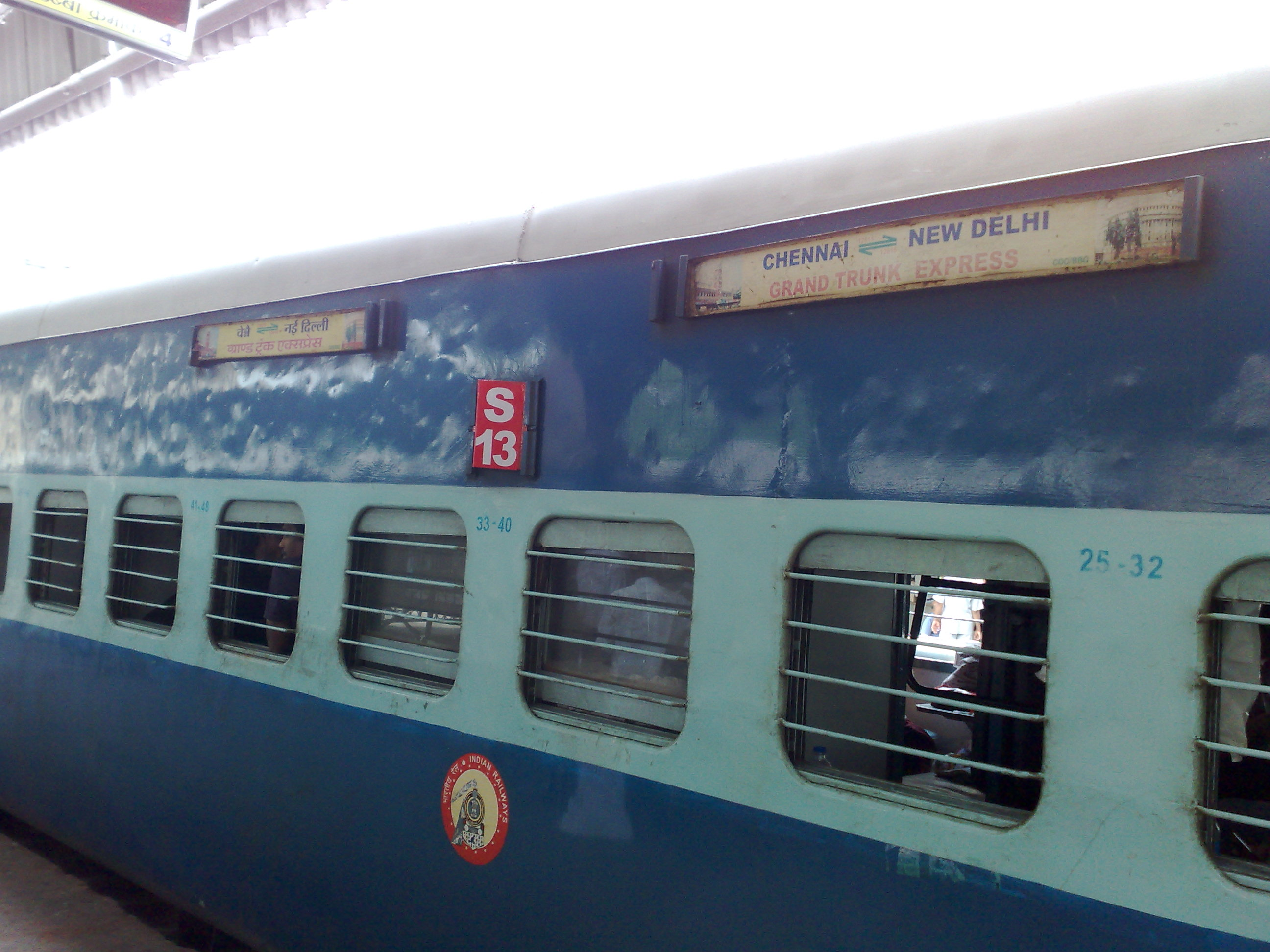
2等座席車（2013年撮影）
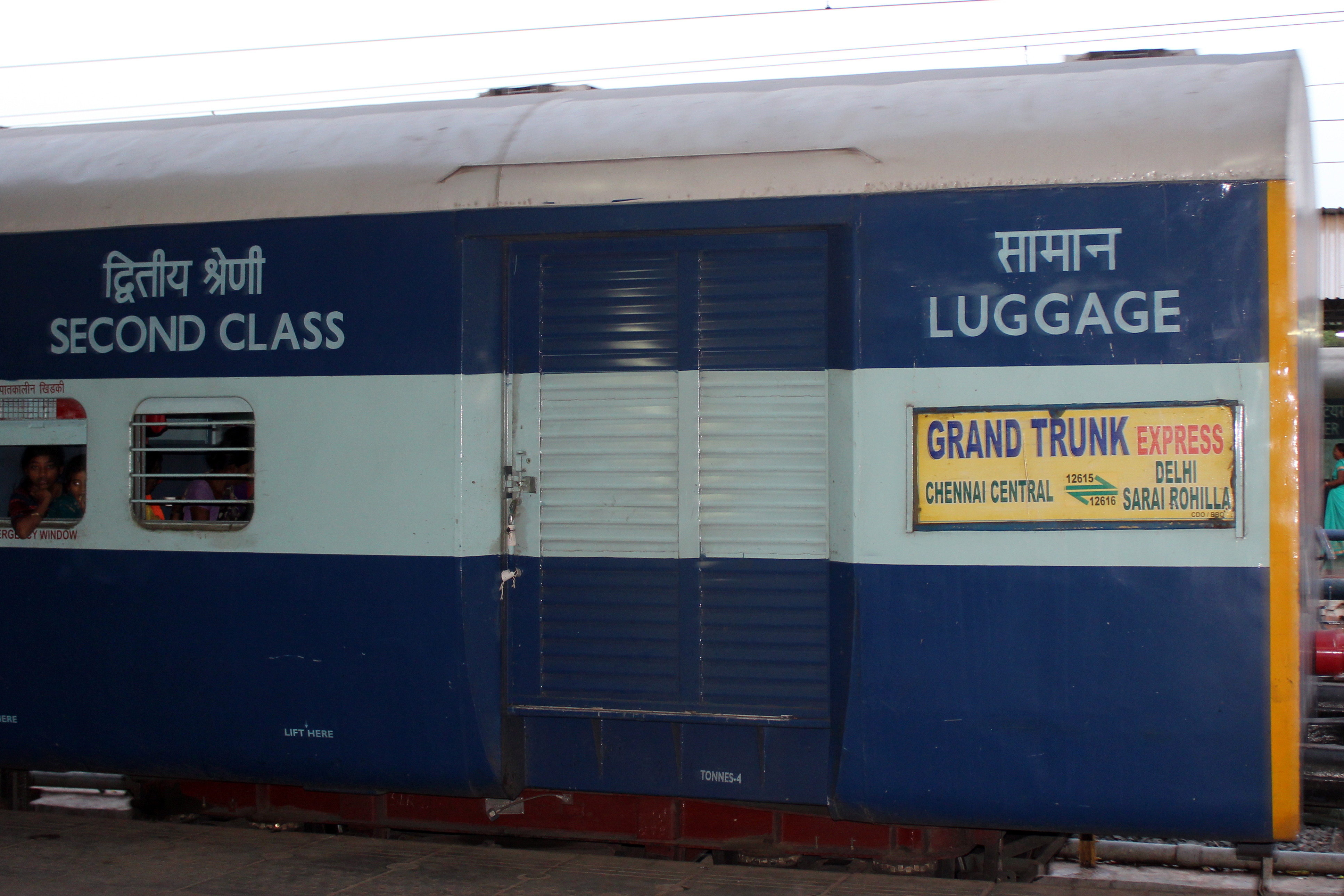
2等座席・荷物合造車（2017年撮影）
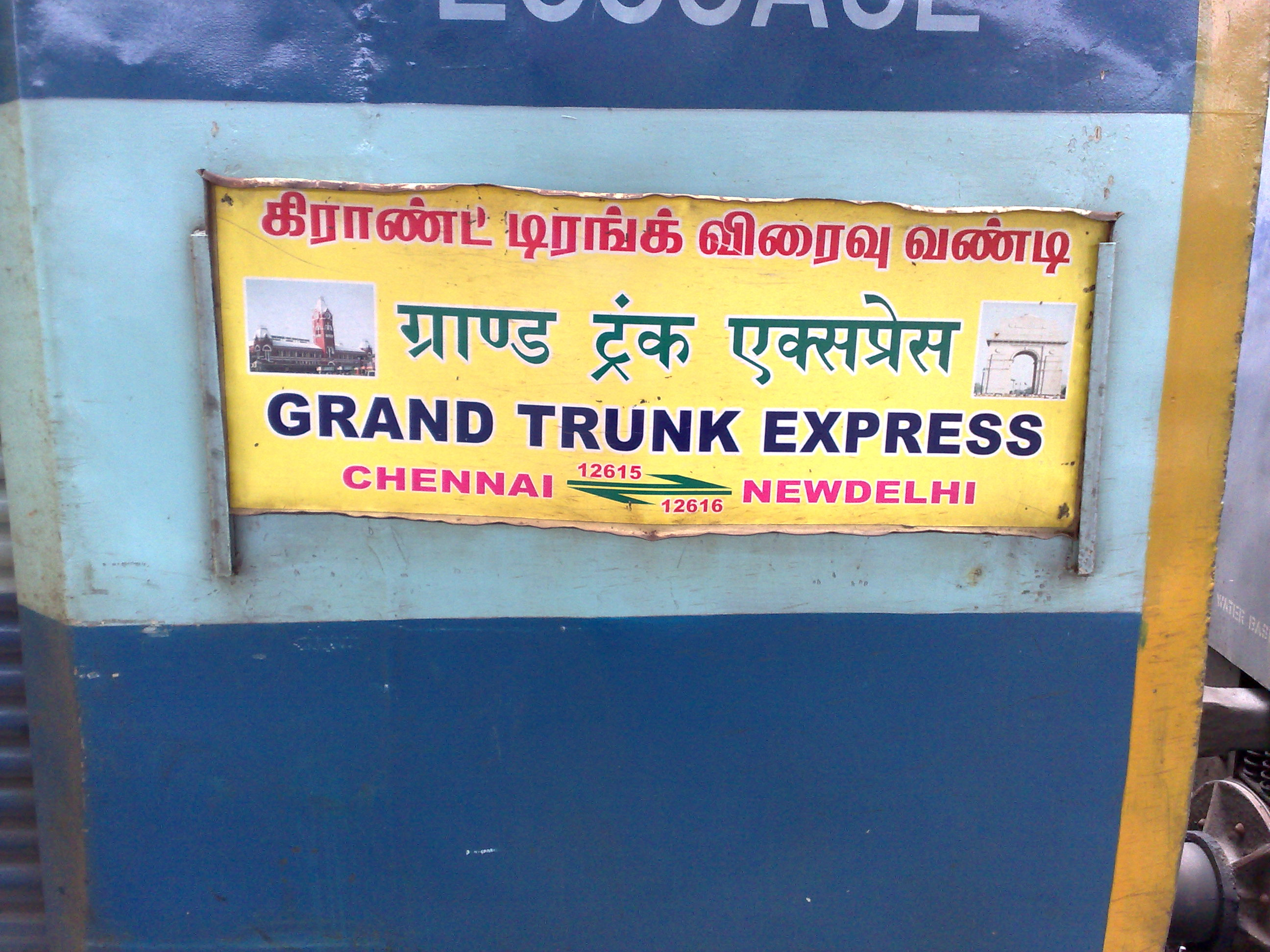
行先表示用サインボード（2013年撮影）